# Rakkestad
Rakkestad là một đô thị ở hạt Østfold, Na Uy. Đô thị này được chia thành các giáo khu Rakkestad, Degernes và Os.
Rakkestad được lập thành một đô thị vào ngày 1 tháng 1 năm 1838 (xem formannskapsdistrikt). Degernes đã được tách khỏi Rakkestad để lập thành một độ thị riêng ngày 1 tháng 1 năm 1917 – nhưng lại được sáp nhập lại với Rakkestad vào ngày 1 tháng 1 năm 1964.
Đây là đô thị có diện tích lớn thứ hai quốc gia này. Kinh tế chủ yếu là lâm nghiệp, chăn nuôi gia súc và bò sữa. Rakkestad có sân bay dân sự, Sân bay Rakkestad, Aastorp.

## Tên gọi
Đô thị này (ban đầu là một giáo khu) được đặt tên theo nông trang cũ Rakkestad (Norse Rakkastaðir). Tiền tố là dạng sở hữu cách của tên nam giới Na Uy Rakki, hậu tố là staðir 'nông trang'.

## Huy hiệu
Huy hiệu được áp dụng thập kỷ trước(1975).